# Linnaemya felis
Linnaemya felis är en tvåvingeart som beskrevs av Louis-Paul Mesnil 1957. Linnaemya felis ingår i släktet Linnaemya och familjen parasitflugor.
Artens utbredningsområde är Myanmar. Inga underarter finns listade i Catalogue of Life.